# El Maguey, Guerrero
El Maguey är en ort i Mexiko.   Den ligger i kommunen Cuautepec och delstaten Guerrero, i den södra delen av landet, 300 km söder om huvudstaden Mexico City. El Maguey ligger 153 meter över havet och antalet invånare är 103.
Terrängen runt El Maguey är platt åt sydost, men åt nordväst är den kuperad. Terrängen runt El Maguey sluttar söderut. Runt El Maguey är det ganska tätbefolkat, med 52 invånare per kvadratkilometer. Närmaste större samhälle är Copala, 8,2 km sydväst om El Maguey. I omgivningarna runt El Maguey växer i huvudsak lövfällande lövskog.